# Vernou-la-Celle-sur-Seine
Vernou-la-Celle-sur-Seine là một xã ở tỉnh Seine-et-Marne, thuộc vùng Île-de-France ở miền bắc nước Pháp.

## Dân số
Người dân ở Vernou-la-Celle-sur-Seine được gọi là Vernoucellois.
Điều tra dân số năm 1999, xã này có dân số là 2.499.